# 하야시 카즈키 (성우)
하야시 카즈키(林 一樹)는 일본의 성우이자 전 어린이 배우이다.